# Thubana
Thubana là một chi bướm đêm thuộc họ Lecithoceridae.

## Selected species
- Thubana abbreviata K.T. Park, 2003
- Thubana adelella (Walker, 1864)
- Thubana albinulla C. Wu, 1994
- Thubana albiprata C. Wu, 1994
- Thubana albisignis (Meyrick, 1914)
- Thubana apiculalis K.T. Park & Heppner, 2009
- Thubana bathrocera Wu, 1997
- Thubana batillua K.T. Park, 2003
- Thubana binotella (Walker, 1864)
- Thubana bisignatella Walker, 1864
- Thubana bullulata Meyrick 1910
- Thubana caligaris K.T. Park, 2003
- Thubana chanthaburiensis K.T. Park, 2003
- Thubana chrandra
- Thubana circularis K.T.Park, 2006
- Thubana clavula K.T. Park, 2003
- Thubana costimaculella (Snellen, 1903)
- Thubana deltaspis Meyrick, 1935
- Thubana dialeukos K.T. Park, 2003
- Thubana doisuthepana K.T. Park, 2003
- Thubana ericynae K.T. Park & Heppner, 2009
- Thubana exaema (Meyrick 1911)
- Thubana fangensis K.T. Park, 2003
- Thubana felinaurita Li in Yang, Zhu & Li, 2010
- Thubana gyrostigmatis K.T. Park, 2009
- Thubana heylaertsi (Snellen, 1903)
- Thubana helvilimbata K.T. Park, 2003
- Thubana isocrypta Meyrick, 1911
- Thubana kinabaluensis K.T. Park & Sugisima, 2005
- Thubana kubahensis K.T. Park & Abang, 2005
- Thubana kumatai K.T. Park & Sugisima, 2005
- Thubana kurokoi K.T. Park, 2003
- Thubana laxata Meyrick, 1911
- Thubana leucosphena Meyrick, 1931
- Thubana nardinopa Meyrick, 1918
- Thubana nodosa (Meyrick, 1910)
- Thubana ochracea K.T. Park & Abang, 2005
- Thubana ochrodelta K.T. Park, 2003
- Thubana onyx Gozmany, 1978
- Thubana pedicucullata K.T. Park, 2009
- Thubana prolata K.T.Park & Abang, 2005
- Thubana quadrata K.T.Park & Abang, 2005
- Thubana raphidodea K.T. Park & Heppner, 2009
- Thubana residua Meyrick, 1923
- Thubana sellarius K.T. Park & Heppner, 2009
- Thubana spinata K.T.Park & Sugisima, 2005
- Thubana xanthoteles (Meyrick, 1923)
- Thubana xylogramma Meyrick, 1922